# Asturischer Bergarbeiterstreik von 1934
Der Asturische Bergarbeiterstreik von 1934 war ein revolutionärer Generalstreik, anlässlich des Eintritts der Confederación Española de Derechas Autónomas (CEDA) in die spanische Regierung. In Anlehnung an die Pariser Kommune wird er auch als Kommune von Asturien bezeichnet. Er wurde von der spanischen Marine, Armee und Fremdenlegion niedergeschlagen. Anfangs kommandierte General Eduardo López Ochoa die in Asturien eingesetzten Truppen, später General Francisco Franco.

## Hintergrund
Nach dem Sieg der rechten Parteien bei den Parlamentswahlen von 1933 wurde die neue Regierung von Alejandro Lerroux geführt, sie traf auf harten Widerstand der Arbeiterbewegung. Die Lage spitzte sich zu, als Lerroux mit Gil-Robles’ Rechtsaußenpartei CEDA die Regierung bildete und am 4. Oktober die Namen der neuen Regierungsmitglieder publiziert wurden; Gil-Robles bekannte sich offen zu den Ideen Mussolinis, Hitlers und Dollfuß’. Mit dem Argument (bzw. Vorwand), dem aufkommenden Faschismus Einhalt zu gebieten, riefen im Oktober 1934 die an der Einheitsfront (span.: Alianza Obrera) beteiligten sozialistischen Organisationen zu einem landesweiten revolutionären Generalstreik auf. Dieser scheiterte in fast allen spanischen Provinzen bereits im Anfangsstadium. In Katalonien riefen die Nationalisten unter Lluís Companys eine unabhängige Republik aus und bildete in Barcelona eine provisorische Zentralregierung für die neue Föderative Republik Spanien — diese hielt sich nur 10 Stunden. Lediglich in Asturien, der einzigen Region, in der sich die Confederación Nacional del Trabajo (CNT) der Alianza Obrera angeschlossen hatte, war der Streik zunächst erfolgreich.

## Streik
In mehreren Bergbaustädten in Asturien versammelten sich bewaffnete Gewerkschafter. Der Aufstand begann am Abend des 4. Oktober. Die Bergleute besetzten mehrere Städte, griffen die örtlichen Kaserne der Guardia Civil und Guardia de Asalto an und besetzten diese. Am folgenden Tag machten sich mehrere Kolonnen der Bergleute auf den Weg nach Oviedo, der Provinzhauptstadt. Mit Ausnahme von zwei Kasernen, wo die Kämpfe mit den Regierungstruppen andauerten, war die Stadt ab dem 6. Oktober unter der Kontrolle der Arbeiter. Die Bergleute besetzten weitere Städte, vor allem das große industrielle Zentrum von La Felguera. Die Arbeiter erlangten die Kontrolle über den größten Teil von Asturien. Ihr Kampfruf lautete: „Uníos Hermanos Proletarios!“ - „Vereint, proletarische Brüder!“ Die Fabriken und die Felder wurden enteignet und gemeinschaftlich geführt und bestellt. Zur Verwaltung wurden Komitees gewählt.
Die Regierung sandte Truppen, um die Städte von den Bergleuten zurückzuerobern. Staatspräsident Alcalá-Zamora ernannte den General Eduardo López Ochoa zum Befehlshaber. Als jedoch die Aufständischen Gijón, Avilés, Teile Oviedos sowie eine Waffenfabrik in Trubia erobert hatten, schaltete sich der Verteidigungsminister Diego Hidalgo ein (Partido Radical). Er übertrug den Oberbefehl mit Lerroux' Einverständnis an General Franco und gewährte ihm freie Hand, um Recht und Ordnung wiederherzustellen. Der damals noch republiktreue Franco hatte bereits bei der Niederschlagung des Generalstreiks 1917 sowie der Rifkabylen im Rifkrieg seine Fähigkeiten und Brutalität unter Beweis gestellt. Am 7. Oktober erreichte eine Delegation von Anarchisten, die die Häfen von Gijón und Avilés kontrollierten, Oviedo. Sie baten um Waffen, um sich gegen die stetige Ankunft von Regierungstruppen in den Häfen wehren zu können. Der von der sozialistischen Gewerkschaft Unión General de Trabajadores (UGT) kontrollierte Ausschuss verwehrte eine ausreichende Bewaffnung. Die Delegation kehrte in ihre Städte mit leeren Händen zurück, so traf die Armee auf wenig Widerstand, als sie die Städte Gijón und Avilés am 8. Oktober eroberte. Nach etwa 20 Tagen endete der Aufstand mit der Einnahme Oviedos durch Regierungstruppen.

## Nachwirkungen
Hugh Thomas zufolge starben etwa 2.000 Menschen während des Aufstand: 230–260 Soldaten, 33 Priester, 1.500 Bergleute fielen im Kampf und 200 starben während der folgenden Repression. Die Gewerkschaftshäuser der UGT und der CNT wurden geschlossen. Spanienweit wurden etwa 30.000 Menschen inhaftiert. Unter den Opfern war auch der Journalist Luis de Sirval, der über die Folterungen und Hinrichtungen berichtet hatte, er wurde verhaftet und von Beamten der Fremdenlegion getötet.
Der Einsatz der – zuerst durch General López Ochoa und danach von Franco angeführten – Spanischen Fremdenlegion und Regulares aus Spanisch-Marokko, die den Streik niederschlugen, und der Befehl, Spanier zu töten, riefen öffentlich Empörung hervor. Gefangene Bergarbeiter wurden gefoltert, vergewaltigt, verstümmelt und exekutiert. Dies warf einen Schatten der Brutalität voraus, die zwei Jahre später im Spanischen Bürgerkrieg zum Vorschein kam.
Franco war davon überzeugt, dass der Bergarbeiteraufstand „sorgfältig von Agenten aus Moskau vorbereitet worden war“. Diese Überzeugung stützte er auf Unterlagen, die er von einer Versammlung von Antikommunisten aus Genf erhalten hatte. Franco glaubte, dass deshalb der brutale Einsatz von Truppen gegen die spanische Zivilbevölkerung gerechtfertigt war.